# Постников, Валентин Юрьевич
Валентин Юрьевич Постников (род. 4 августа 1970, Тушино, Москва) — детский писатель, сказочник. Член Союза писателей России, лауреат премий «Золотое перо России», «Эврика», «Артиада».

## Биография
Валентин Постников родился в семье советского сказочника Юрия Дружкова (Постникова), потому всё его детство прошло в окружении популярных детских писателей: Эдуарда Успенского, Юрия Коваля, Ефима Чеповецкого, Валерия Шульжика, Григория Остера, пушкиниста Валентина Берестова.
С самого раннего детства стал сочинять вместе с отцом сказки. В пять лет нарисовал рисунок «Тигрёнок на подсолнухе», который занял I место на конкурсе детских рисунков. Его опубликовали в журнале «Весёлые картинки» в 1975, а детский писатель Юрий Коваль сочинил к нему сказку, по которой позже был снят одноименный мультфильм. Окончил в 1986 г. среднюю школу № 122 г. Москвы.
С 1988 года служил в армии в Павловске в войсках связи. Вернувшись из армии поступает в Московский институт политики и права. В 1990-96 гг. учится на юридическом факультете, работает в прокуратуре Куйбышевского района г. Москвы секретарём, занимается частной юридической практикой. 
По словам самого автора: «Ещё на втором курсе института я начал сочинять сказки; сочинял и читал — друзьям, знакомым, любимой девушке. Им мои сказки нравились, и в один прекрасный день я подумал: а почему бы мне не попробовать стать профессиональным сказочником, как мой папа? Есть же потомственные врачи, учителя, военные и даже актёры. Почему же не может быть потомственного сказочника? Я так много об этом думал, что однажды мне приснился отец и сказал, что я обязательно должен написать продолжение его книги».
Окончил также Литературный институт им. М. Горького. Первая книга «Новые приключения Карандаша и Самоделкина» вышла в 1996 году. Писатель очень много и часто общается со своими читателями, проводит творческие встречи в школах и библиотеках, книжных магазинах, выступает на радио, выпускает аудио-диски в серии «Говорящая книга».

## Премии
- Лауреат премии «Артиада России»;
- Лауреат премии «Золотое перо России»;
- Лауреат премии Министерства культуры России «Лучший детский писатель 1997 года»;
- Лауреат премии «Эврика» (2006).

## Семья
Отец — Дружков (Постников), Юрий — автор книг о Карандаше и Самоделкине. Мать — Постникова, Наталья Иосифовна — литературный редактор издательства «Малыш» в 1970—1980 годы.